# George Jones
 Der er for få eller ingen kildehenvisninger i denne artikel, hvilket er et problem. Du kan hjælpe ved at angive troværdige kilder til de påstande, som fremføres i artiklen.

 For alternative betydninger, se George Jones (flertydig). (Se også artikler, som begynder med George Jones)
George Glenn Jones (født 12. september 1931, død 26. april 2013) var en amerikansk countrysanger og sangskriver. Han er kendt for sine mange hits, sin særlige stemmeføring og sit voldsomme forbrug af alkohol. Gennem tiden har Jones skabt lige så mange overskrifter på grund af sine drukture, raserianfald og omgang med kvinder, som med sine mange koncerter og udgivelser. 
George Jones voksede op i Vidor, Texas, og allerede som 16-årig stak han af hjemmefra for at blive musiker. 
I takt med at Jones berømmelse steg i løbet af 1970'erne, eskaleredes også hans alkohol- og kokainmisbrug. Selvom hans selvdestruerende adfærd i nogen grad blev ophøjet af hans fans – den blev sammenlignede med legenden Hank Williams' hårde livsstil – sendte den ofte Jones på kanten af døden og en enkelt gang på psykiatrisk hospital. Han var konstant i pengenød og Jones har senere indrømmet, at vennerne Waylon Jennings and Johnny Cash understøttede ham økonomisk i denne periode. Da Jones blev gift for fjerde gang i 1983, valgte han – med sin kones hjælp – at lægge alkohol- og kokainmisbruget bag sig. 
George Jones har haft over 150 hits som soloartist eller i duet med andre kunstnere. Hele 14 hits toppede countrylisten, herunder "Tender Years" (1961), "She Thinks I Still Care" (1962) og "He Stopped Loving Her Today" (1980). 
George Jones sov ind på Vanderbilt University Medical Center i Nashville den 26. april 2013, efter at have været indlagt siden den 18. april pga. feber og et forhøjet blodtryk. Han blev 81.